# Elijev ogenj
Elijev ogenj je električni vremenski pojav, pri katerem svetleča plazma nastane zaradi koronske razelektritve, tj. zaradi ionizacije zraka v okolici ostrih konic, kar je opazno kot močno svetlo modro ali vijolično žarenje.
Pojav je bil pogosto opažen na ladjah med nevihtami v obliki svetlečih krogel, v skladu z verskim prepričanjem mornarjev pa so ga Angleži poimenovali po svetemu Erazmu (tudi svetemu Elmu), zavetniku mornarjev, v slovenščini pa se uporablja izraz Elijev ogenj.
Ta pojav ni kroglasta strela, temveč sta to popolnoma različna vremenska pojava.

## Splošen opis
Elijev ogenj nastane, ko električno polje okoli nekega predmeta ionizira molekule zraka, pri čemur se pojavi iskrenje. Elijev ogenj je svetlo modro ali vijolično žarenje, ki se v nekaterih primerih pojavi v obliki ognja na visokih, ostrih konicah struktur ali drugih objektov, kot so strelovodi, jambori, dimniki in letalska krila, v času nevihte, ko je napetost med oblakom in kopnim velika. Lahko se pojavi tudi na listih, travi in celo na konicah rogov goveda. Svetlobni pojav včasih spremlja tudi sikanje ali brnenje.

## Fizikalno ozadje
Kljub poimenovanju »ogenj« je pojav v osnovi plazma, eno od agregatnih stanj snovi. Električno polje okoli konic povzroči ionizacijo molekul v zraku, kar povzroči nastanek svetlobe, ki je dobro vidna ponoči oz. v temnih okoliščinah. Za nastanek je potrebna napetost 100-3.000 kV/m in je odvisna od same geometrije objekta, pri katerem nastane. V primeru ostrejših objektov je potrebna nižja napetost, saj je površinska gostota naboja velika zaradi privlačenja, naelektrenja in odbijanja molekul zraka. Z drugimi besedami, električno polje je bolj »koncentrirano«, zato je razelektritev toliko bolj intenzivna.
Molekule dušika in kisika v ozračju povzročijo že omenjeno modro oz. vijolično svetlobo, kar je podobno mehanizmu, ki povzroči svetenje neonskih svetilk.

## Zgodovina
V Antični Grčiji se je en tovrsten pojav imenoval Helena, dva pa Kastor in Polidevk. Včasih je bil povezan s klasičnim Grškim elementom, tj. ognjem, kot tudi z enim od Paracelzijevih elementov, tj. močeradom.
Valižanski mornarji so pojav poznali pod imenomi canwyll yr ysbryd ('duh-sveča'), canwyll yr ysbryd glân ('sveča svetega duha') oz. sveča svetega Davida.
V zgodovini so pojav opisali številni znani ljudje, kot so Julij Cezar (De Bello Africo), Plinij starejši (Naturalis Historia, 2. knjiga) in Antonio Pigafetta (v svojem dnevniku popotovanja z Magellanom). Omenjen je tudi v Luzijadi, portugalskem zgodovinskem epu.
Charles Darwin je o pojavu na ladji Beagle pisal v pismu, namenjeno Henslowu:
Vse je v plamenih - nebo s strelami, voda s svetlečimi delci, in celo sami konci jamborjev so v modrih plamenih.